# Каюк

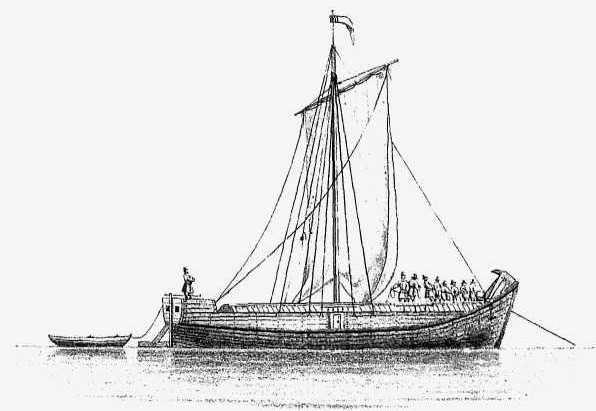

Каю́к (від тур. kayık, крим. kajyk — «човен») — назва невеликого плоскодонного рибальського човна. Мав довжину не більше 3–4 м, оснащувався 2 веслами. За основу конструкції слугувала звичайна довбанка — видовбаний стовбур дерева (найчастіше липи або верби), до якого набивали дошки (один ряд на другий), що скріплювалися дерев'яними цвяхами-втулками. Саме такими човнами послугувалися козаки в особистому господарстві та на рибальських промислах, коли розставляли сіті та неводи, перевозили рибу.